# Смітвілл (Міссурі)
Смітвілл (англ. Smithville) — місто (англ. city) в США, в округах Клей і Платт штату Міссурі. Населення — 10 406 осіб (2020).

## Географія
Смітвілл розташований за координатами 39°23′50″ пн. ш. 94°34′15″ зх. д. / 39.39722° пн. ш. 94.57083° зх. д. (39.397098, -94.570735).  За даними Бюро перепису населення США в 2010 році місто мало площу 40,59 км², з яких 40,30 км² — суходіл та 0,28 км² — водойми.

## Демографія
Згідно з переписом 2010 року, у місті мешкало 8425 осіб у 3115 домогосподарствах у складі 2321 родини. Густота населення становила 208 осіб/км².  Було 3280 помешкань (81/км²).
Расовий склад населення:
| - 96,0 % — білих - 0,7 % — чорних або афроамериканців - 0,7 % — азіатів - 0,5 % — корінних американців |

До двох чи більше рас належало 1,7 %. Частка іспаномовних становила 2,6 % від усіх жителів.
За віковим діапазоном населення розподілялося таким чином: 29,0 % — особи молодші 18 років, 60,8 % — особи у віці 18—64 років, 10,2 % — особи у віці 65 років та старші. Медіана віку мешканця становила 36,9 року. На 100 осіб жіночої статі у місті припадало 96,2 чоловіків;  на 100 жінок у віці від 18 років та старших — 92,6 чоловіків також старших 18 років.
Середній дохід на одне домашнє господарство  становив 88 231 долар США (медіана — 71 920), а середній дохід на одну сім'ю — 106 669 доларів (медіана — 90 424). Медіана доходів становила 62 525 доларів для чоловіків та 47 212 долари для жінок. За межею бідності перебувало 5,3 % осіб, у тому числі 5,5 % дітей у віці до 18 років та 6,4 % осіб у віці 65 років та старших.
Цивільне працевлаштоване населення становило 4717 осіб. Основні галузі зайнятості: освіта, охорона здоров'я та соціальна допомога — 18,4 %, науковці, спеціалісти, менеджери — 12,2 %, виробництво — 12,1 %.